# Elaeocarpus bracteatus
Elaeocarpus bracteatus là một loài thực vật có hoa trong họ Côm. Loài này được Kurz mô tả khoa học đầu tiên năm 1871.